# Valeria de Milán
Santa Valeria de Milán (siglo I o III), venerada como santa y mártir de la Iglesia católica, fue la mujer de San Vital y madre de los santos Gervasio y Protasio.
De origen milanés, algunas fuentes históricas sitúan su nacimiento en el siglo III. El marido, Vital, oficial del ejército, fue  martirizado y asesinado en la ciudad de Rávena, Italia. Valeria, durante el viaje de regreso a Milán con el cadáver de su marido, fue apresada por un grupo de paganos que la obligaron abjurar del dios cristiano o morir.
Fue martirizada por dar cristiana sepultura a otros mártires cristianos, y no venerar a los dioses romanos. Se dice que pertenecía a una familia noble, y que fue bautizada siendo muy joven. Según una tradición, después de ser apresada y torturada por los soldados romanos, fue llevada al Coliseo junto con otros mártires. Sus restos fueron recogidos por otros cristianos y fueron depositados en las catacumbas de San Sebastián. Según otra tradición, tras la muerte de su marido y su negativa a adorar los dioses paganos, fue golpeada salvajemente y murió dos días después en Milán.
La Iglesia católica la venera el día 2 de mayo.